# Бачки Соколац
Бачки Соколац (серб. Бачки Соколац) — село в Сербії, належить до общини Бачка-Топола Північно-Бацького округу в багатоетнічному, автономному краю Воєводина.

## Населення
Населення села становить 611 осіб (2002, перепис), з них:
- серби — 578 — 94,90 %;
- мадяри — 9 — 1,47 %;
- словенці — 5 — 0,82 %;
- югослави — 5 — 0,82 %;

Решту жителів  — з десяток різних етносів, зокрема: роми, румуни, німці і кілька русинів-українців.